# Sjipkovo
Sjipkovo (bulgariska: Шипково) är ett distrikt i Bulgarien.   Det ligger i kommunen Obsjtina Trojan och regionen Lovetj, i den centrala delen av landet, 100 km öster om huvudstaden Sofia.
I omgivningarna runt Sjipkovo växer i huvudsak lövfällande lövskog. Runt Sjipkovo är det ganska glesbefolkat, med 39 invånare per kvadratkilometer.